# Мартин (тауншип, Миннесота)
Мартин (англ. Martin) — тауншип в округе Рок, Миннесота, США. На 2000 год его население составило 451 человек.

## География
По данным Бюро переписи населения США площадь тауншипа составляет 124,4 км², из которых 124,4 км² занимает суша, a вода составляет 0,02 %.

## Демография
По данным переписи населения 2000 года здесь находились 451 человек, 148 домохозяйств и 129 семей.  Плотность населения —  3,6 чел./км².  На территории тауншипа расположено 154 постройки со средней плотностью 1,2 построек на один квадратный километр. Расовый состав населения: 97,78 % белых, 0,22 % азиатов, 1,33 % — других рас США и 0,67 % приходится на две или более других рас. Испанцы или латиноамериканцы любой расы составляли 1,77 % от популяции тауншипа.
Из 148 домохозяйств в 44,6 % воспитывались дети до 18 лет, в 80,4 % проживали супружеские пары, в 3,4 % проживали незамужние женщины и в 12,8 % домохозяйств проживали несемейные люди. 10,8 % домохозяйств состояли из одного человека, при том 3,4 % из — одиноких пожилых людей старше 65 лет. Средний размер домохозяйства — 3,05, а семьи — 3,29 человека.
32,6 % населения — младше 18 лет, 7,1 % — в возрасте от 18 до 24 лет, 28,2 % — от 25 до 44, 22,4 % — от 45 до 64, и 9,8 % — старше 65 лет. Средний возраст — 36 лет. На каждые 100 женщин приходилось 109,8 мужчин.  На каждые 100 женщин старше 18 приходилось 106,8 мужчин.
Средний годовой доход домохозяйства составлял 46 964 доллара, а средний годовой доход семьи —  49 583 доллара. Средний доход мужчин —  29 000  долларов, в то время как у женщин — 21 071. Доход на душу населения составил 15 635 долларов. За чертой бедности находились 4,8 % семей и 6,1 % всего населения тауншипа, из которых 6,9 % младше 18 и 11,8 % старше 65 лет.